# If You Were a Sailboat
If You Were a Sailboat è un singolo della cantautrice britannica Katie Melua pubblicato pubblicato il 24 settembre 2007, primo estratto dall'album Pictures.

## Il disco
Il brano è stato scritto e prodotto da Mike Batt.

## Tracce
Promo - CD-Single Dramatico DRAMCDS0029
1. If You Were A Sailboat - 3:38

CD-Maxi Dramatico DRAMCDS0029 / EAN 0802987008327
1. If You Were A Sailboat - 3:38
2. Junk Mail - 4:09
3. Straight To DVD - 2:57
4. This Year's Love - 3:47

## Classifiche
| Classifica (2006) | Posizione massima |
| ----------------- | ----------------- |
| Belgio (Fiandre)  | 15                |
| Belgio (Vallonia) | 20                |
| Danimarca         | 31                |
| Germania          | 62                |
| Norvegia          | 5                 |
| Svizzera          | 12                |
| Regno Unito       | 23                |